# HMS Queen Elizabeth (R08)
HMS Queen Elizabeth — головний корабель серії авіаносців КВМФ Великої Британії типу «Королева Єлизавета». Введений в експлуатацію в грудні 2017 року, а досягнення бойової готовності на 2020 рік. Першим командиром корабля буде комодор Джеррі Кід, в минулому капітан HMS Ark Royal і HMS Illustrious.
На відміну від більшості великих авіаносців, не оснащений катапультами і гальмівними тросами. Розрахований на використання літаків укороченого зльоту і вертикальної посадки (V/STOL). Авіакрило, що базується на кораблі, буде складатися з винищувачів-бомбардувальників F-35B Lightning II і вертольотів Merlin для АКРВН і ПЧО. Конструкція корабля підкреслює його гнучкість і забезпечує розміщення до 250 морських піхотинців (Royal Marines) і можливість їх підтримки бойовими і транспортними вертольотами розмірами до вертольота Chinook і, можливо, великими. Є другим кораблем КВМС, що носять ім'я Queen Elizabeth, і буде базуватися в Портсмуті.

## Проєктування та будівництво
25 липня 2007 секретар оборони Дес Браун оголосив про замовлення двох нових авіаносців. В момент схвалення замовлення очікувалося, що перший авіаносець увійде в дію в липні 2015 і загальні витрати на два корабля будуть у розмірі 4085 млн фунтів. Фінансова криза призвела до рішенням про уповільнення будівництва, що призвело до подорожчання проекту.
Будівництво Queen Elizabeth почалося в 2009. Будівництво корабля почалося в Росайті, Фірт-оф-Форт з дев'яти блоків, побудованих на шести верфях Великої Британії: BAE Systems Surface Ships в Глазго, Babcock в Еплдор, Babcock в Росайті, A&P Tyne в Гебурні, BAE в Портсмуті і Cammell Laird в Беркенгеді. Два з нижніх основних блоків загальною вагою 6000 тонн, що становлять основу корабля, були зібрані і з'єднані в одне ціле 30 червня 2011. До вересня 2013 року Queen Elizabeth був готовий на 80 %.

### Спуск корабля
4 липня 2014 року королева Єлизавета II дала своє ім'я авіаносцю. У церемонії хрещення використовувалося не шампанське, а пляшка шотландського віскі.[джерело?]
Корабель покинув сухий док вранці 17 липня 2014 року.

### Добудова та введення в дію

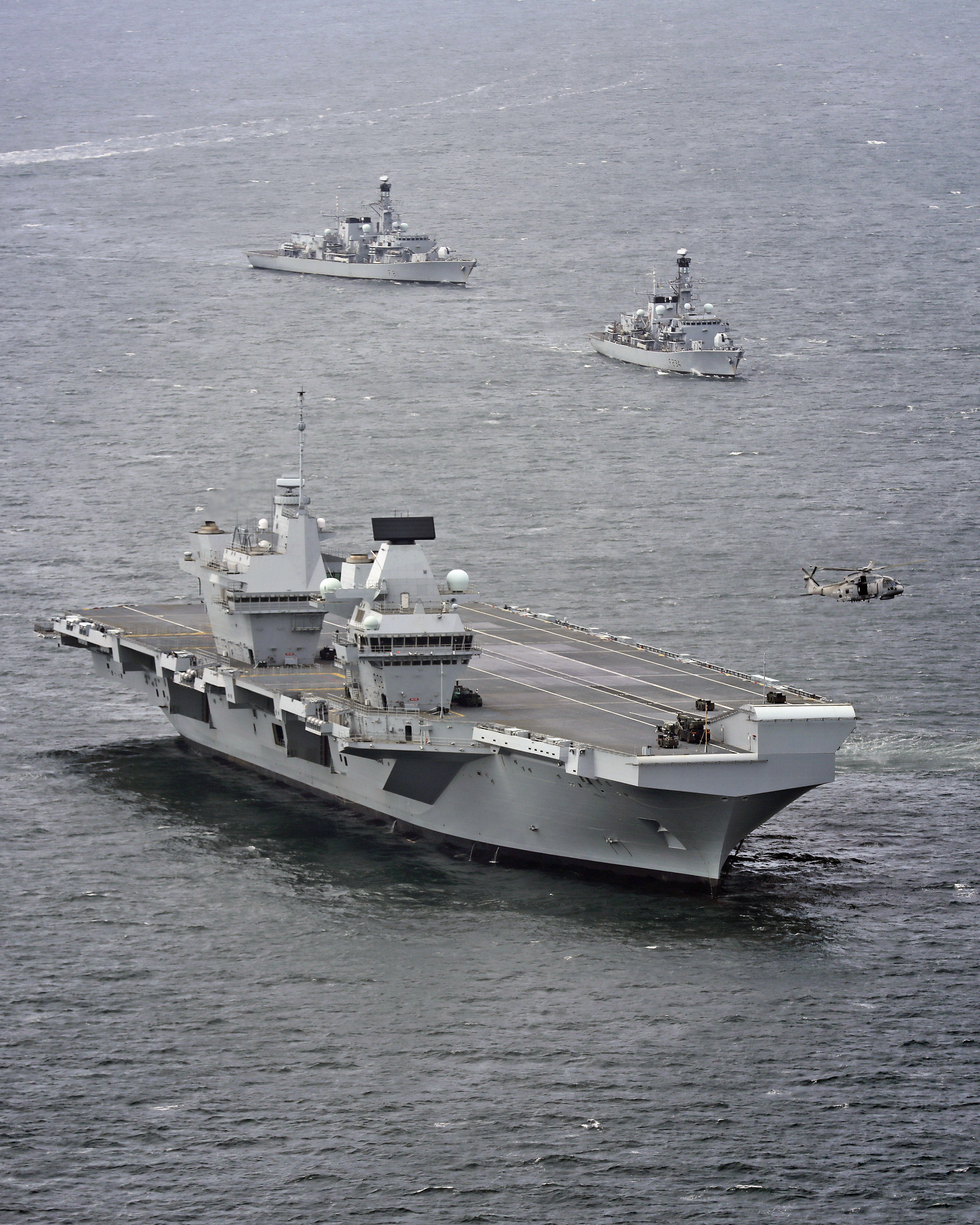
Випробування основних систем корабля поблизу узбережжя Шотландії, червень 2017 року

Корабель вийшов у море на ходові випробування 26 червня 2017 року. 7 грудня 2017 року королева королева Єлизавета II провела урочисту церемонію передачі корабля ВМФ Великої Британії.
21 червня 2018 року успішно відбулось перше поповнення запасів у морі. HMS Queen Elizabeth поповнив запаси палива у північній Атлантиці з допоміжного танкера RFA Tidespring. Оскільки дозаправка в морі вібувалась з метою випробування систем, було переправлено 220 м³ палива марки F76. Танкер Tidespring був створений спеціально для підтримки обох авіаносців типу «Квін Елізабет».
Невдовзі розпочались приготування для походу до берегів Сполучених Штатів для отримання літаків F-35B. Більшість літаків належатимуть Сполученим Штатам та перебуватимуть під управлінням спільної команди випробувальників. Дані випробування необхідні для підтвердження характеристик літаків та переходу до серійного виробництва.
Основна причина використання американських літаків полягає в тому, що Великій Британії належать лише три літаки з встановленим обладнанням для зняття даних необхідних для аналізу випробувань (так звані англ. orange wired, літаки з номерами BK 1, 2, 4). Проте пілотуватимуть американські літаки британські льотчики.
29 вересня 2018 року вперше відбулось приземлення та зльоти літаків F-35B з палуби авіаносця. На меті цього етапу випробувань — перевірка граничних показників швидкості вітру та стану моря для безпечного зльоту та посадки літаків. У перший день випробувань взяло участь два літаки пілотованих британськими пілотами.
Вже через два дні після перших випробувальних зльотів та приземлень відбулись випробувальні зльоти та приземлення вночі.
Надалі корабель повернеться до Великої Британії аби отримати систему повітряного захисту малого радіуса дії Phalanx та систему зв'язку. Після чого він знов повернеться до Сполучених Штатів для наступного етапу випробувань.

## Авіакрило
Передбачається постійне базування 12 літаків F-35B (у бойовій обстановці — до 24 одиниць F-35B) і чотирнадцяти вертольотів. Останні можуть бути з'єднанням з дев'яти Merlin HM2 і п'яти Merlin Crowsnest (АКРВН) для захисту на морі; як варіант, літоральне з'єднання може складатися з різного числа Chinook, Apache, Merlin HC4 і Wildcat HM2. На вересень 2013 р. планувалося до шести посадкових майданчиків, але допускався пристрій до 10 майданчиків для одночасної роботи для 10 середніх вертольотів, що дозволяють підняти до 250 піхотинців одночасно. Ангари дозволяють розміщувати CH-47 Chinook без складання лопатей і V-22 Osprey.

## Бойове застосування

### Операція «Шейдер»
Бойовим хрещенням для корабля стала операція «Шейдер» проти бойовиків ІДІЛ в Іраку та Сирії у другій половині червня 2021 року. Таким чином, це стало першим бойовим застосуванням британських літаків з борту британського авіаносця з 2010 року. Цього разу на борту британського авіаносця перебували літаки F-35B як королівських ВПС, так і ВМС США.
Бойові вильоти були здійснені під час ротації тривалістю 28 тижнів у складі Британської авіаносної ударної групи 21. Бойове крило складалось із 10-ти американських VMFA-211 F-35B та 8-ми британських RAF 617 Sqn F-35B. До групи кораблів бойової групи входили ескадрені міноносці типу 45 «Дефендер» та «Даймонд»; протичовнові фрегати Type 23, HMS Kent та HMS Richmond; а також допоміжні логістичні кораблі Fort Victoria та Tidespring; також групу супроводжуватиме атомний підводний човен типу Astute. Окрім того, група матиме у складі фрегат типу «Ерлі Берк» USS The Sullivans (DDG-68) та данський фрегат HNLMS Evertsen (F805).
Це найбільша міжнародна ударна група під британським командуванням з часу Фолклендської війни.
Згідно планів, нарешті група має рушити у Південнокитайське море.

## Галерея

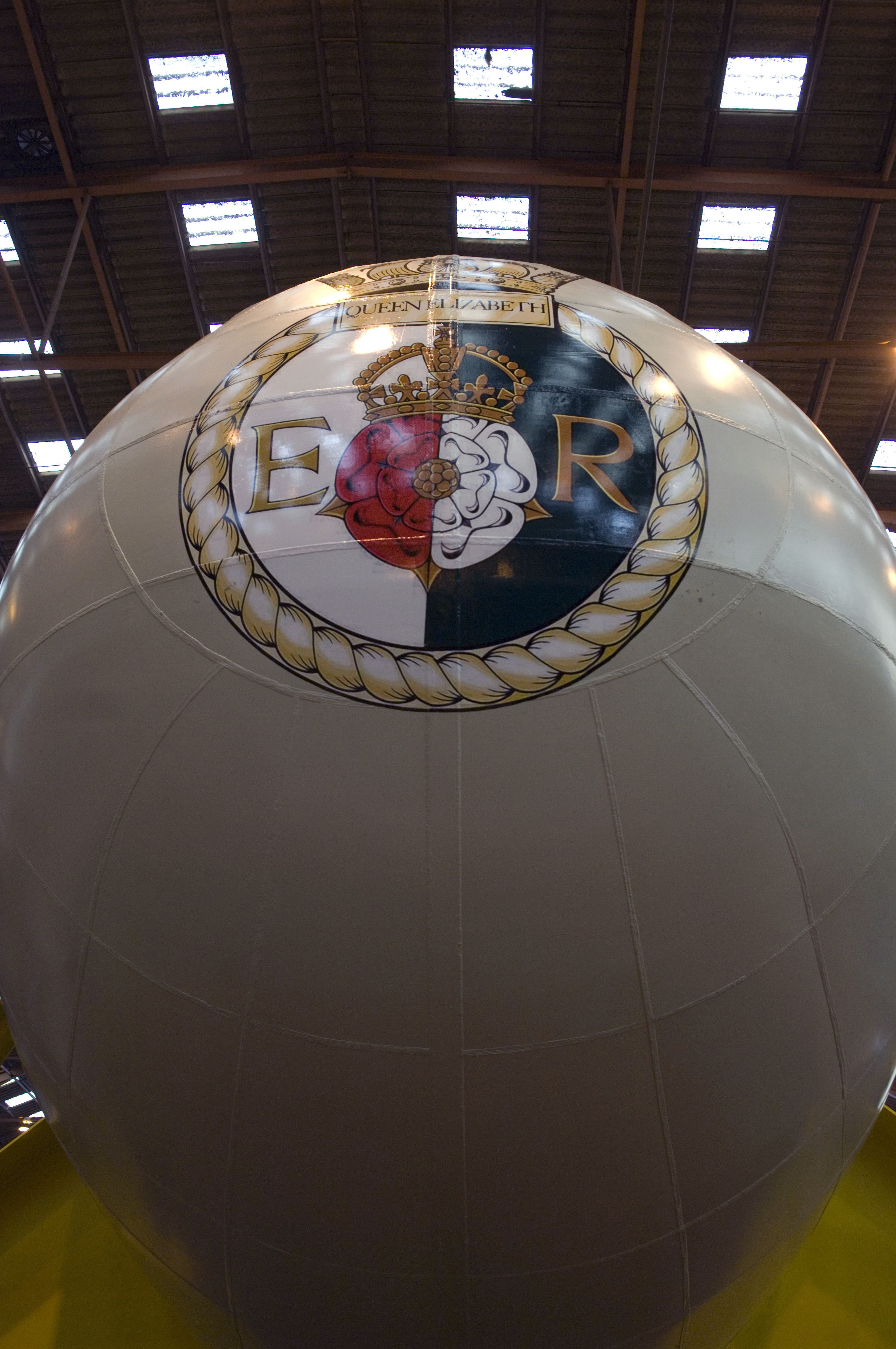
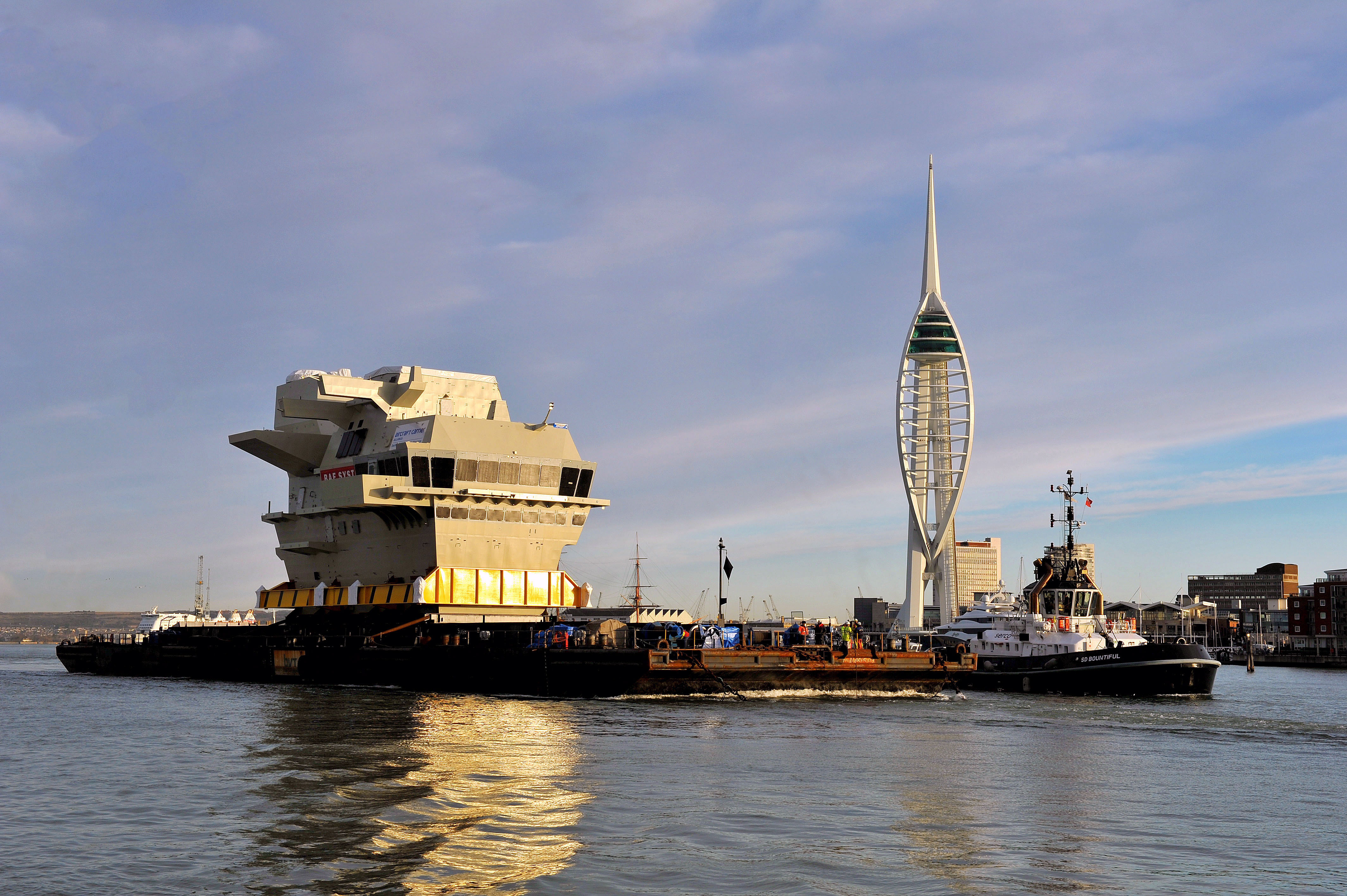
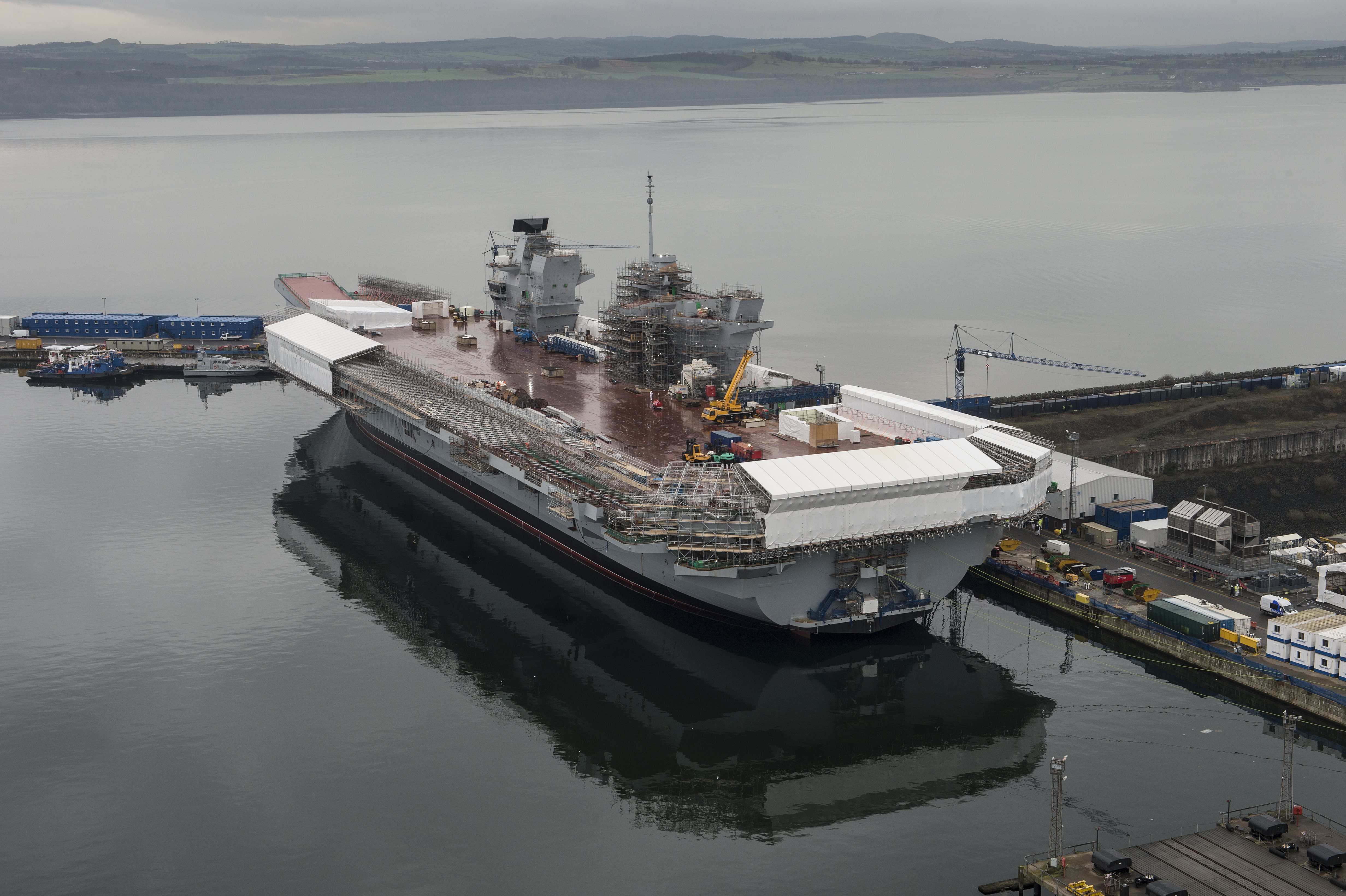
HMS Queen Elizabeth 1 грудня 2014
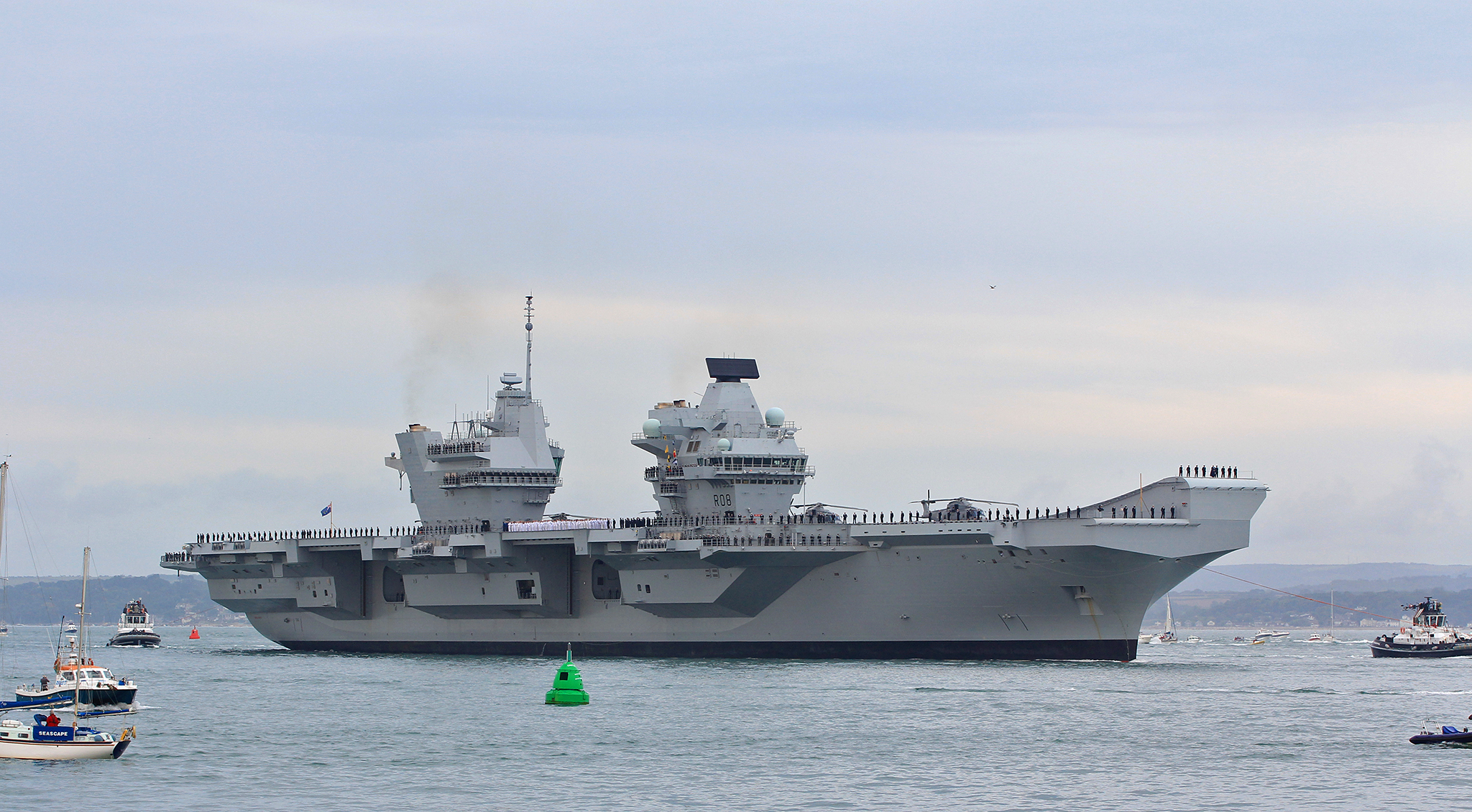
HMS Queen Elizabeth виходить з бази Портмунд 16 серпня 2017 року.
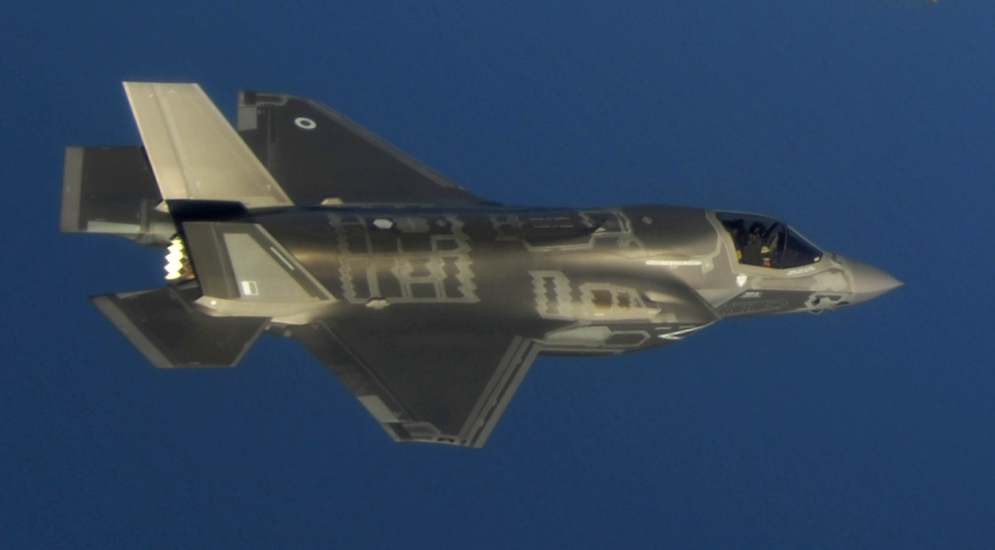
The F-35B Lightning II
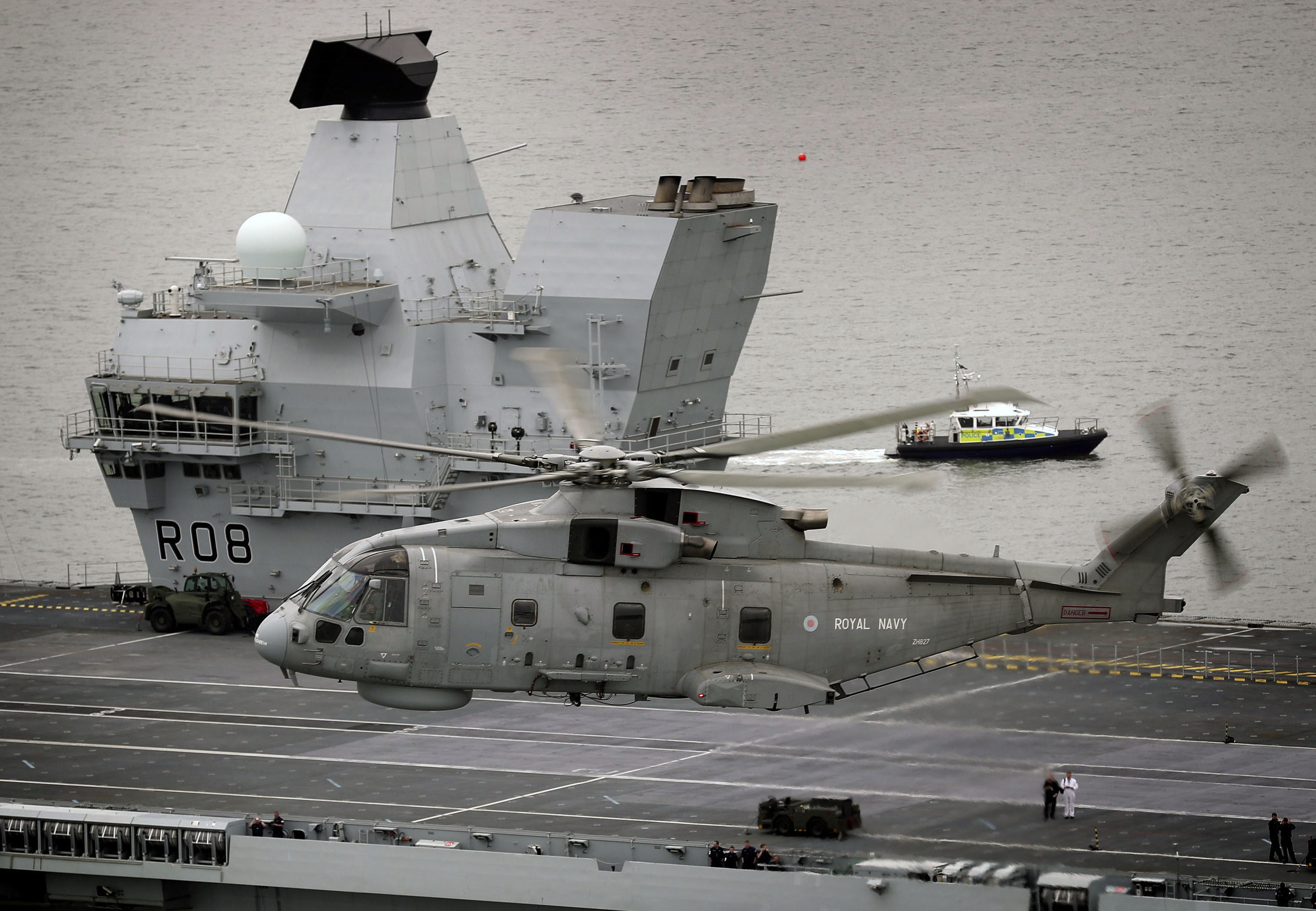
AW101 Merlin